# Franz M. Matschinsky
Franz Maximilian Matschinsky (* 17. Juli 1931 in Breslau; † 31. März 2022 in Wallingford, Pennsylvania, USA) war ein deutsch-US-amerikanischer Mediziner, Pharmakologe und Biochemiker. Er forschte auf dem Gebiet der Insulinsekretion und Diabetes-Therapie.

## Leben
Franz M. Matschinsky wurde am 17. Juli 1931 in Breslau geboren. Er wuchs zunächst in Rothbrünnig (Landkreis Goldberg) in Schlesien auf, wo seine Eltern einen Bauernhof bewirtschafteten. Er besuchte bis 1945 das städtische Gymnasium Herzog-Heinrich-Schule in Liegnitz. Infolge der Vertreibung nach dem Zweiten Weltkrieg siedelte die Familie 1946 nach Westönnen (Werl, Kreis Soest) um. Matschinsky setzte den Schulbesuch am Marien-Gymnasium Werl fort, wo er 1953 das Abitur ablegte.
Matschinsky studierte Medizin an der Albert-Ludwigs-Universität Freiburg (1953–1955) und der Ludwig-Maximilians-Universität München (1955–1959). Er promovierte 1959 bei Prof. Otto Wieland zum Thema „Zum Wirkungsmechanismus des Knollenblätterpilzgiftes Phalloidin“. Während des Studiums verbrachte er als Stipendiat der Studienstiftung des Deutschen Volkes etwa ein Jahr unter Feodor Lynens persönlicher Anleitung am MPI für Zellchemie in der Kraepelinstraße in München (1955/1956). 
Nach zwei Jahren als Postdoc in Wielands Laboratorium folgte 1961–1963 eine Medizinalassistentenzeit am Marienhospital in
Hagen. In dieser Zeit heiratete er Elke Fritz, mit der er bis zu ihrem Tod 2019 verheiratet war. Das Paar hatte eine Tochter und zwei Söhne.
Kurz nach der Geburt des ersten Kindes setzte er seine wissenschaftliche Ausbildung bei Oliver H. Lowry im
Department of Pharmacology an der Washington University School of Medicine in St. Louis, Missouri, USA, (1963–1965) fort.
An dieser Universität war er Assistant (1965–1968), Associate (1968–1972) und Full Professor für Pharmakologie (1972–1978). 1968 entdeckte er die Bedeutung des Enzyms Glucokinase für die Blutzuckerregulation, wofür er 2020 mit dem Rolf Luft Award ausgezeichnet wurde.
1978 wechselte er zur University of Pennsylvania in Philadelphia und wurde dort Direktor des Diabetes-Zentrums (bis 1998) und Professor für Biochemie und Biophysik. Während dieser Zeit war er auch Ordinarius für diese Fächer an der Medizinischen Fakultät (1984–1993).
Er war bis zu seinem 90. Lebensjahr in Forschung und Lehre aktiv und starb am 31. März 2022 in der Nähe von Philadelphia.

## Auszeichnungen
Für seine Forschungen auf dem Gebiet der Insulinsekretion und Diabetes-Therapie wurde er mehrfach ausgezeichnet:
- 1988 IDF Medaille der International Diabetes Federation
- 1992 Elliott Proctor Joslin Medal
- 1994 Banting-Medaille
- 1996 Paul-Langerhans-Medaille
- 2011 Paul Lacy Medal
- 2020 Rolf Luft Award[4]